# Kobus (geslacht)
Kobus is een geslacht in de familie van de Holhoornigen (Bovidae) in de orde van Evenhoevigen. Dit geslacht omvat zes soorten van grote evenhoevige zoogdieren. 

## Soorten
Deze vijf soorten zijn:
- Kobus ellipsiprymnus – Waterbok
- Kobus kob – Kob
- Kobus leche – Litschiewaterbok
- Kobus megaceros – Nijlantilope
- Kobus vardonii – Puku